# Arcidiocesi di Kaifeng
L'arcidiocesi di Kaifeng (in latino: Archidioecesis Chaefomensis) è una sede metropolitana della Chiesa cattolica in Cina. Nel 1950 contava 18.487 battezzati su 4.500.000 abitanti. La sede è vacante.

## Territorio
L'arcidiocesi comprende parte della provincia cinese dello Henan.
Sede arcivescovile è la città di Kaifeng, dove si trova la cattedrale del Sacro Cuore.

## Storia
Il vicariato apostolico dell'Honan Orientale fu eretto il 21 settembre 1916 con il breve Summa afficimur laetitia di papa Benedetto XV, ricavandone il territorio dal vicariato apostolico dell'Honan Meridionale (oggi diocesi di Nanyang).
Il 3 dicembre 1924 assunse il nome di vicariato apostolico di Kaifengfu in forza del decreto Vicarii et Praefecti della Congregazione di Propaganda Fide.
Il 15 dicembre 1927 e il 19 giugno 1928 cedette porzioni del suo territorio a vantaggio dell'erezione rispettivamente delle prefetture apostoliche di Xinyangzhou (oggi diocesi di Xinyang) e di Guide (oggi diocesi di Shangqiu).
L'11 aprile 1946 il vicariato apostolico è stato elevato ad arcidiocesi metropolitana con la bolla Quotidie Nos di papa Pio XII.
Il 31 agosto 1989 è stato ordinato vescovo "clandestino" Jean-Baptiste Liang Xisheng; questi è deceduto il 23 settembre 2007 e gli è succeduto Joseph Gao Hongxiao, vescovo coadiutore ordinato il 1º gennaio 2005.
Nel 1986 è morto il vescovo "ufficiale" He Chunming e dopo ben 7 anni di sede vacante il 23 settembre 1993 gli è succeduto monsignor Stanislaus Han Daoyi, morto il 27 ottobre 2000: da allora la parte ufficiale della diocesi è senza guida spirituale.

## Cronotassi dei vescovi
Si omettono i periodi di sede vacante non superiori ai 2 anni o non storicamente accertati.
- Noè Giuseppe Tacconi, P.I.M.E. † (20 novembre 1916 - 1941 dimesso)
  - Antonio Barosi, P.I.M.E. † (1940 - 19 novembre 1941 deceduto) (amministratore apostolico)
  - Luigi Nogara, P.I.M.E. † (2 luglio 1942 - 1946) (amministratore apostolico)
- Gaetano Pollio, P.I.M.E. † (12 dicembre 1946 - 8 settembre 1960 nominato arcivescovo di Otranto)
  - Sede vacante
  - He Chunming † (24 gennaio 1962 consacrato - 12 novembre 1986 deceduto) (vescovo ufficiale)
  - Stanislaus Han Daoyi † (23 settembre 1993 - 27 ottobre 2000 deceduto) (vescovo ufficiale)
  - Jean-Baptiste Liang Xisheng † (31 agosto 1989 - 23 settembre 2007 deceduto) (vescovo clandestino)
  - Joseph Gao Hongxiao, O.F.M. † (23 settembre 2007 succeduto - 19 dicembre 2022 deceduto) (vescovo clandestino)

## Statistiche
L'arcidiocesi nel 1950 su una popolazione di 4.500.000 persone contava 18.487 battezzati, corrispondenti allo 0,4% del totale.
| anno | popolazione | popolazione | popolazione | presbiteri | presbiteri | presbiteri | presbiteri                | diaconi | religiosi | religiosi | parrocchie |
| anno | battezzati  | totale      | %           | numero     | secolari   | regolari   | battezzati per presbitero | diaconi | uomini    | donne     | parrocchie |
| ---- | ----------- | ----------- | ----------- | ---------- | ---------- | ---------- | ------------------------- | ------- | --------- | --------- | ---------- |
| 1950 | 18.487      | 4.500.000   | 0,4         | 31         | 13         | 18         | 596                       |         |           | 38        | 17         |